# Pàkhatxi

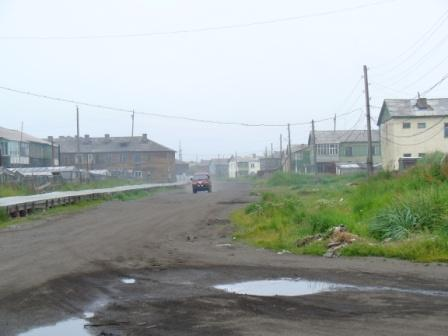
Visió parcial de la població.

Pàkhatxi (en rus: Пахачи) és un poble del krai de Kamtxatka, a Rússia, que el 2021 tenia 289 habitants. Pertany al districte de Tilítxiki.